# Rooster Rag
Rooster Rag je šestnácté studiové album skupiny Little Feat. Album vyšlo 26. června 2012 u vydavatelství Rounder Records. Jedná se o první album složené z vlastního materiálu od roku 2003, kdy vyšlo album Kickin' It at the Barn. Na albu se jako textař podílel Robert Hunter, který byl častým spolupracovníkem skupiny Grateful Dead. Jedná se o první album této skupiny, na kterém nehraje bubeník Richie Hayward.

## Seznam skladeb
| Pořadí         | Název                         | Autor                 | Zpěv                                    | Délka |
| -------------- | ----------------------------- | --------------------- | --------------------------------------- | ----- |
| 1.             | Candy Man Blues               | Mississippi John Hurt | Paul Barrere                            | 3:04  |
| 2.             | Rooster Rag                   | Payne, Hunter         |                                         | 4:35  |
| 3.             | Church Falling Down           | Tackett               |                                         | 5:21  |
| 4.             | Salome                        | Payne, Hunter         |                                         | 6:31  |
| 5.             | One Breath at a Time          | Tackett               | Paul Barrere, Sam Clayton, Fred Tackett | 5:17  |
| 6.             | Just a Fever                  | Barrere, Bruton       |                                         | 4:23  |
| 7.             | Rag Top Down                  | Payne, Hunter         |                                         | 5:25  |
| 8.             | Way Down Under                | Payne, Hunter         |                                         | 4:05  |
| 9.             | Jamaica Will Break Your Heart | Tackett               | Paul Barrere                            | 4:24  |
| 10.            | Tattoo Girl                   | Fred Tackett          |                                         | 4:53  |
| 11.            | The Blues Keep Coming         | Payne, Ford           |                                         | 5:50  |
| 12.            | Mellow Down Easy              | Dixon                 | Sam Clayton                             | 4:08  |
| Celková délka: | Celková délka:                | Celková délka:        | Celková délka:                          | 57:56 |

## Obsazení
- Paul Barrere – kytara, slide kytara, zpěv
- Fred Tackett – kytara, mandolína, zpěv
- Sam Clayton – konga, zpěv
- Gabe Ford – bicí, zpěv
- Kenny Gradney – baskytara
- Bill Payne – klávesy, zpěv
- Larry Campbell – housle v „Rooster Rag“ a „Salome“
- Texicali Horns – žestě v „Jamaica Will Break Your Heart“ a „One Breath at a Time“
- Kim Wilson – harmonika v „Mellow Down Easy“